# Ménétreux-le-Pitois
Ménétreux-le-Pitois település Franciaországban, Côte-d’Or megyében. Lakosainak száma 393 fő (2022. január 1.). Ménétreux-le-Pitois Éringes, Grésigny-Sainte-Reine, Seigny, Venarey-les-Laumes, Bussy-le-Grand és Grignon községekkel határos.

## Népesség
A település népességének változása:
| Lakosok száma | 299  | 461  | 467  | 423  | 446  | 435  | 427  | 420  | 409  | 393  |
|               | 1968 | 1982 | 1990 | 2006 | 2013 | 2015 | 2017 | 2019 | 2020 | 2022 |